# Malandocoris
Malandocoris is een geslacht van wantsen uit de familie van de Tingidae (Netwantsen). Het geslacht werd voor het eerst wetenschappelijk beschreven door Péricart in 2000.

## Soorten
Het genus is monotypisch en bevat alleen de volgende soort:

- Malandocoris interruptus Péricart, 2000